# ヤマハ・XTZ750スーパーテネレ
XTZ750スーパーテネレ（XTZ750SuperTénéré、エックスティーゼットななひゃくごじゅうスーパーテネレ）は、ヤマハ発動機が1989年に発売した日本国外向けオートバイである。
車名はパリ-ダカール・ラリーの難所であるテネレ砂漠に由来する。

## 概要
外観はラリーレイドに出場するためのマシンを彷彿とさせるが、出自はむしろ逆で、ラリーレイドに出場するためにこのマシンのエンジンが用意され、同時にそのイメージをまとった市販車を開発したものである。直接の開発動機は、パリ-ダカールラリー（パリダカ）の人気にあやかったラリーレイドイメージの市販車の販売である。
1987年から、市販車・スーパーテネレの開発が始まる。当初は水冷単気筒エンジンのツーリングマシンとして開発が進んでいたが、テストをはじめたというころに上層部から「ラリーで勝てるバイクを」との指示があり、マシンの方向性を改めるとともに、エンジンも2気筒に決まる。V型2気筒も検討の俎上に上がったが、重量的にも重心的にも並列二気筒が有利ということ、またV型は前後長が長くなるためにホイールベースも伸びてしまうことから、並列2気筒に決定された。
この、前後長を詰めることは重要な題材となっており、そのために、通常はクランク軸とドライブ軸は同じ高さにあるが、あえて組み立ての煩雑さを厭わずにクランク軸を下げ、前傾エンジンながら直立エンジン並の前後長に収めている。そのころの二輪の開発予算の3分の1を使うほどの投資をしている。既にパリダカを制覇し、市販車も存在したアフリカツインは当然ライバルとして見られており、それよりも高性能をということを目標に掲げて開発が進められた。
1989年、XTZ750スーパーテネレが市販車としてリリースされるや、欧州で絶大な人気を獲得した。翌1990年、市販車をベースにしたレース用マシンでパリダカに参戦して2位を獲得、1991年にはついに優勝を果たす。以後、1998年まで、実際には市販車とはかけ離れたレース用マシンながらも「スーパーテネレ」の名前をつけて参戦し、優勝を重ねたが、既にラリーレイドイメージのマシンの販売は縮小傾向にあり、1996年にはXTZ750スーパーテネレの販売は中止された。
登録台数は、欧州では36,902台（1989〜1998年）、日本では584台（1990〜1997年）であった。

## 車両解説
水冷並列2気筒DOHCエンジンであり、1気筒あたり5バルブを装備する（吸気側3バルブ、排気側2バルブ）。クランクは360度クランクであり、左右の気筒が等間隔で交互に燃焼する。エンジンレイアウトはヤマハGENESIS（ジェネシス）思想と言われるもので、ガソリンタンク下のエアクリーナーボックスから吸気を行い、ダウンドラフトキャブレターを経て45度前傾で搭載されたエンジンに流れていく。排気はサイレンサーの手前で合流し、1本のサイレンサーから排出される。
フレームはダブルクレードルフレームを採用。ヘッドパイプからダウンチューブが左右に分かれ、ラジエタを挟んで下部に向かい、エンジン下部を通っている。このダウンチューブはボルトで脱着でき、エンジン脱着時の作業効率を上げている。
前輪は21インチ、後輪は17インチホイールを採用している。サスペンションストロークは、前235mm、後ろ240mm。フロントサスペンションは正立のテレスコピック式、インナーチューブ径は43mmである。
タンクの容量は26リットル。21リットルを使用した時点でリザーブに切り替わる。タンクが巨大なために馬の鞍のような形をしており、左右下部にそれぞれガソリンが残ってしまうためにコックは左右にある。
フロントは2ポットのダブルディスクブレーキ、リヤは2ポットのシングルディスクブレーキ。パッド類は250ccオフロード車との共通部品であり、未舗装路では十分な性能を発揮するものの、舗装路での制動距離は短いとはいえない。フロントがダブルディスクとなっているのは、もし大径のシングルディスクにすると、急制動時にハンドルをとられてしまうためである。

## パリ-ダカール・ラリー参戦

### 初期
1978年末から翌1979年1月にかけて初開催された第1回パリ-ダカールラリーにおいて、ヤマハはフランス現地のインポーターであるソノート（現・ヤマハ・モーター・フランス）がオペレーションを担当した。マシンは市販のXT500、ライダーはシリル・ヌブーであり、ヌブーの活躍により優勝することができた。翌年の第2回大会もXT500で参戦して二連覇を果たし、同時にヤマハは1位から4位を独占する。1982年にはXT550、1983年にはXT600Zといった市販車ベースのマシンで出場している。

### ハイスピード化時代のヤマハの試行錯誤

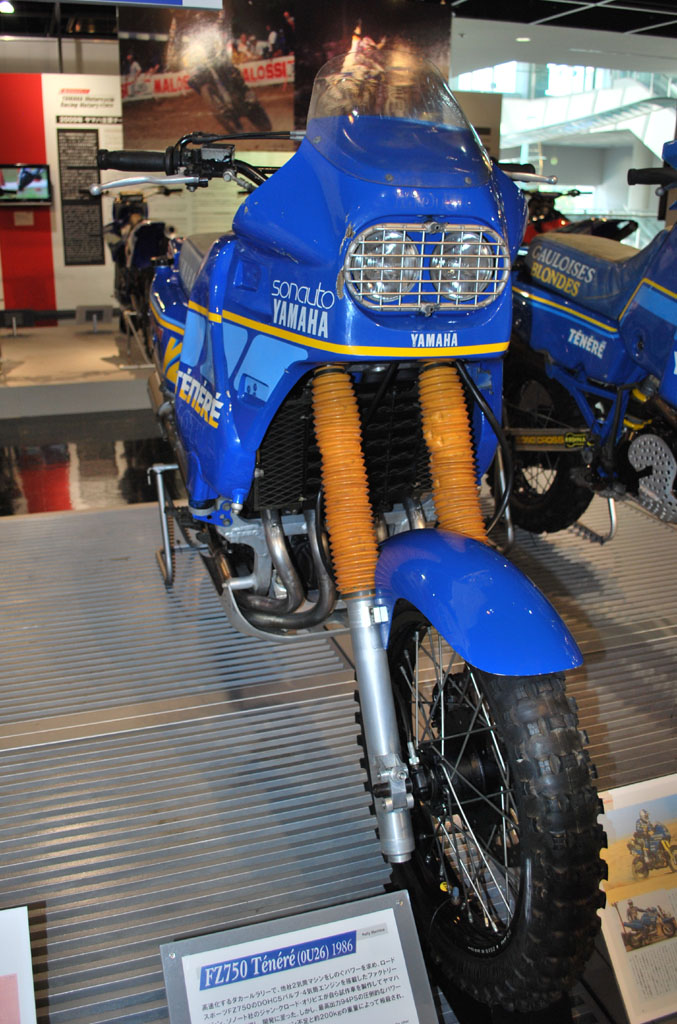
FZT750テネレ(0U26)1986年参戦車

しかし、単気筒マシンが優勝できたのはここまでで、1983年からは、BMWが800ccの水平対向二気筒エンジンのG/Sシリーズで三連覇を果たし、1986年からはホンダが後にアフリカツインのベースとなるV型2気筒エンジンを搭載したNXR750で四連覇を果たすなど、パリダカは大排気量二気筒マシンによるハイスピード化が進んでいた。
ヤマハは適切なツインエンジンを持たなかったため、相変わらずの単気筒で出場。1985年の第7回大会には、市販車先行開発グループによる初めての準ワークスマシン、XT600テネレ（0U26を投入。車名は「600」ではあるが、排気量は660ccまで拡大されている。ライダーは、ソノート・ヤマハの社長でもあるジャン＝クロード・オリビエで、リザルトは2位を記録した。
1986年には排気量を665ccに拡大したXT600テネレ(同じく0U26)と並んで、FZ750の四気筒エンジンを搭載したFZT750テネレ(同じく0U26)を投入。XT600テネレのシャルボニエが4位、FZT750テネレのオリビエは12位となった。四気筒マシンは翌1987年の第9回大会では912ccに排気量を拡大するが、セルジュ・バクーが7位、オリビエが11位に終わる。四気筒マシンは、砂漠でのトラクションが不足し、また重量増大の懸念があることからここで終わる。単気筒マシンは、ムースタイヤが時速160kmで溶け始めることから、それ以上のスピードは必要ないということと、砂漠でのトラクションが非常に良好なことから、開発は継続された。

### 市販車・スーパーテネレの登場とワークスレーサーへの採用

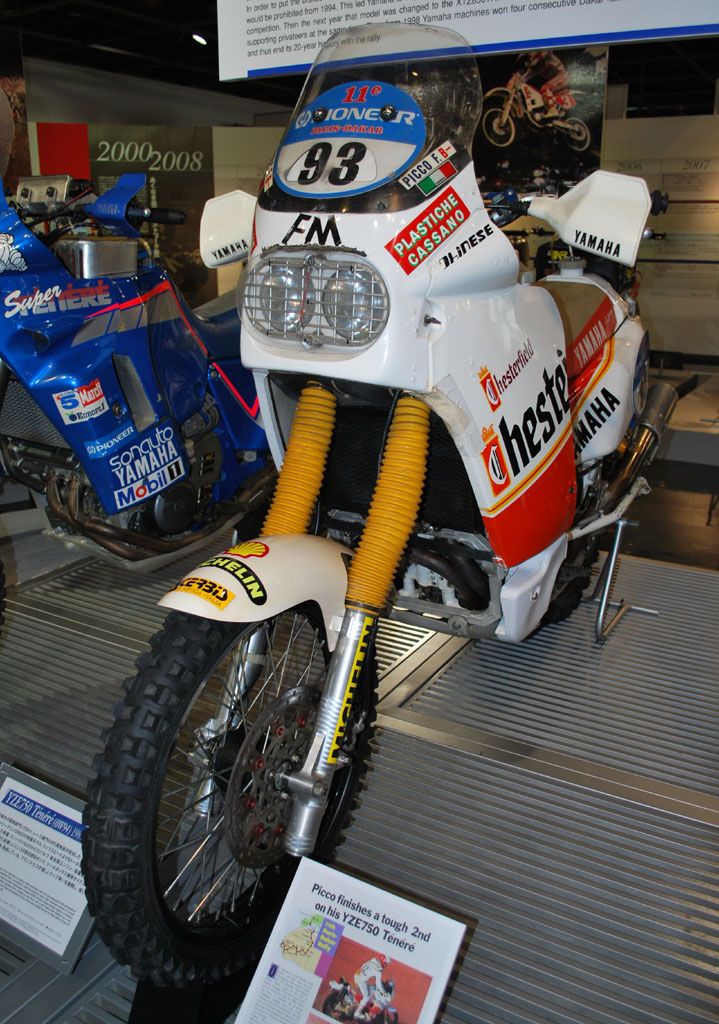
YZE750テネレ(0W94)1989年参戦車

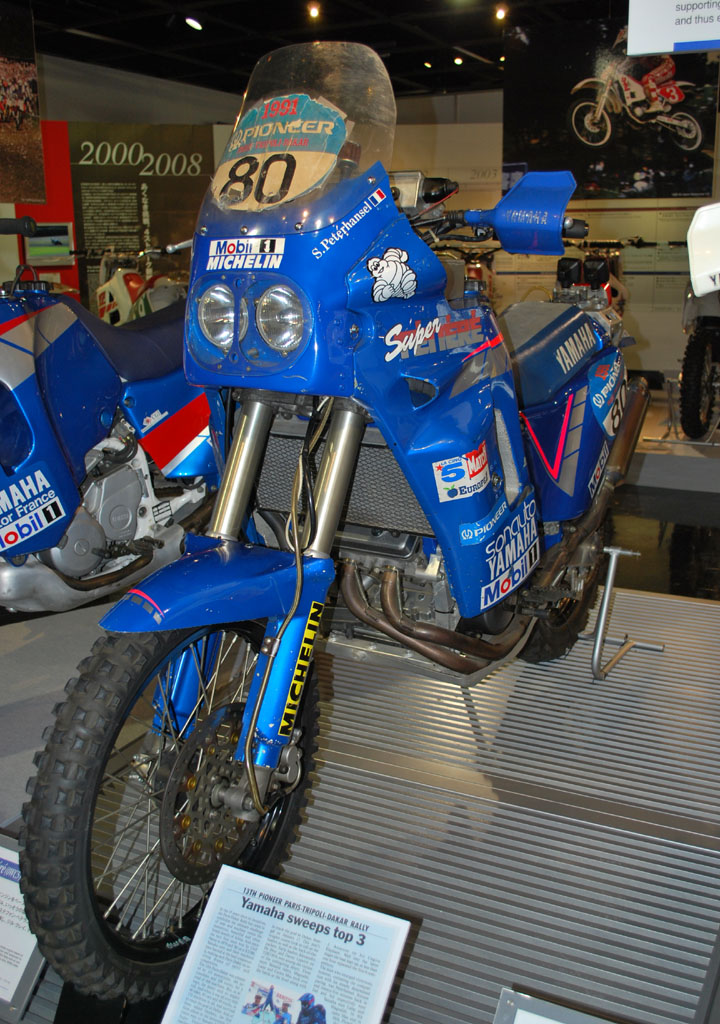
YZE750Tスーパーテネレ（0WC5）1991年参戦車

1987年から、市販車・スーパーテネレの開発が始まっていたが、パリダカ参戦は単気筒マシンであった。1988年からは、モータースポーツ開発部がマシン開発を担当し、純粋なファクトリーレーサーとなる。単気筒ながら5バルブの水冷DOHCエンジンがおごられ、排気量は756.8ccに拡大、名称もYZが冠されたYZE750テネレ(0W93)となる。大排気量らしく、ツインプラグであった。翌1989年、シングルプラグ化するなど改良版(0W94)が、フランコ・ピコのライディングにより2位を獲得した（オフィシャルがゴール地点を誤らなければ1位であった）。このマシンは、のちにステファン・ペテランセルが試乗した際、「このマシンでも勝てる」という趣旨の発言を残したほど、完成度の高いものであった。その年、市販車のスーパーテネレが発売開始された。
そして、いよいよ1990年より、ヤマハは市販車のスーパーテネレをベースにしたマシンでの参戦を開始。ペテランセルによる前人未踏のV6が達成されることになる。1990年は、排気量を802.5ccに拡大したYZE750Tスーパーテネレ（0WB8）で参戦し、カルロス・マスによる2位に終わったが、1991年には低中速での性能とマシンの耐久性を向上させたYZE750Tスーパーテネレ（0WC5）を投入。排気量は802.5ccであった。ペテランセルがついに総合優勝を果たしただけでなく、1位から3位までヤマハが表彰台を独占。ヤマハは10年ぶりにタイトルを奪還した。
翌1992年は排気量を850ccまで拡大したYZE750Tスーパーテネレ(0WD8)で、やはり優勝した。車名と排気量が異なるが、そのいきさつは未詳。1993年、1992年型YZE750Tスーパーテネレの改良モデルをYZE850Tスーパーテネレとして1992年9月「パリ〜モスクワ〜北京ラリー」で使用し、さらに熟成を加えたマシンが1993年型YZE850Tスーパーテネレ。ペテランセルのライディングで3連覇を果たした。

### マシンの完成と、ダカール・ラリーからの撤退

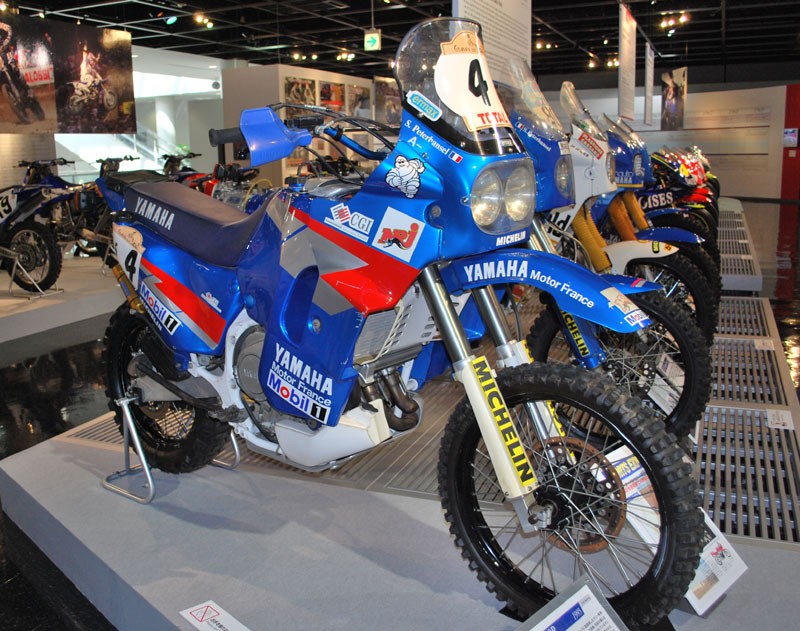
XTZ850R 1995年参戦車

1994年は、ダカール・ラリーのレギュレーションでプロトタイプマシンが出場できなくなったために不参加。1995年、そのレギュレーションが「15台以上市販されているマシンなら出場可能」と変更された。つまりホモロゲーションモデルを製作すればいいのである。そこで、YZE850Tスーパーテネレを改良したXTZ850Rを開発、製造。販売価格は当時の日本円で約300万円程度だったという。プライベーター（ダカール・ラリーの個人参加者）でもこのマシンを購入した者がおり、個人でもワークスマシンに乗ることができた。レースはペテランセルが優勝。なお、この年から車名が「YZE」から「XTZ」へと変更され、またペットネームもなくなった。
1996年、クランク角度を270度として不等間隔爆発とすればトラクションが増すことに注目。市販オンロードモデルヤマハ・TRX850のエンジンをベースとするXTZ850TRXにモデルチェンジ。ペテランセルがオフィシャルに軽油を給油されてしまうというトラブルに巻き込まれて順位を落とし、それに抗議してリタイア。しかし、エディ・オリオリが乗るXTZ850Rは無事に1位を獲得した。また、日本人の柏秀樹がホモロゲモデルを購入して出場したが、ペテランセル同様、軽油を給油されてしまい、リタイアした。
1997年から1998年、継続してXTZ850TRXが採用され、いずれもペテランセルが優勝を果たした。この年、ペテランセルは左手首に故障を抱えており、二輪でのダカール・ラリーから撤退することを決めた。それにあわせて、1998年限りでヤマハはワークスとしてのダカール・ラリーから撤退した。

## 後継機種
2010年に発売されたXT1200Zが後継モデルにあたる。